# Rysk-turkiska kriget (1877–1878)

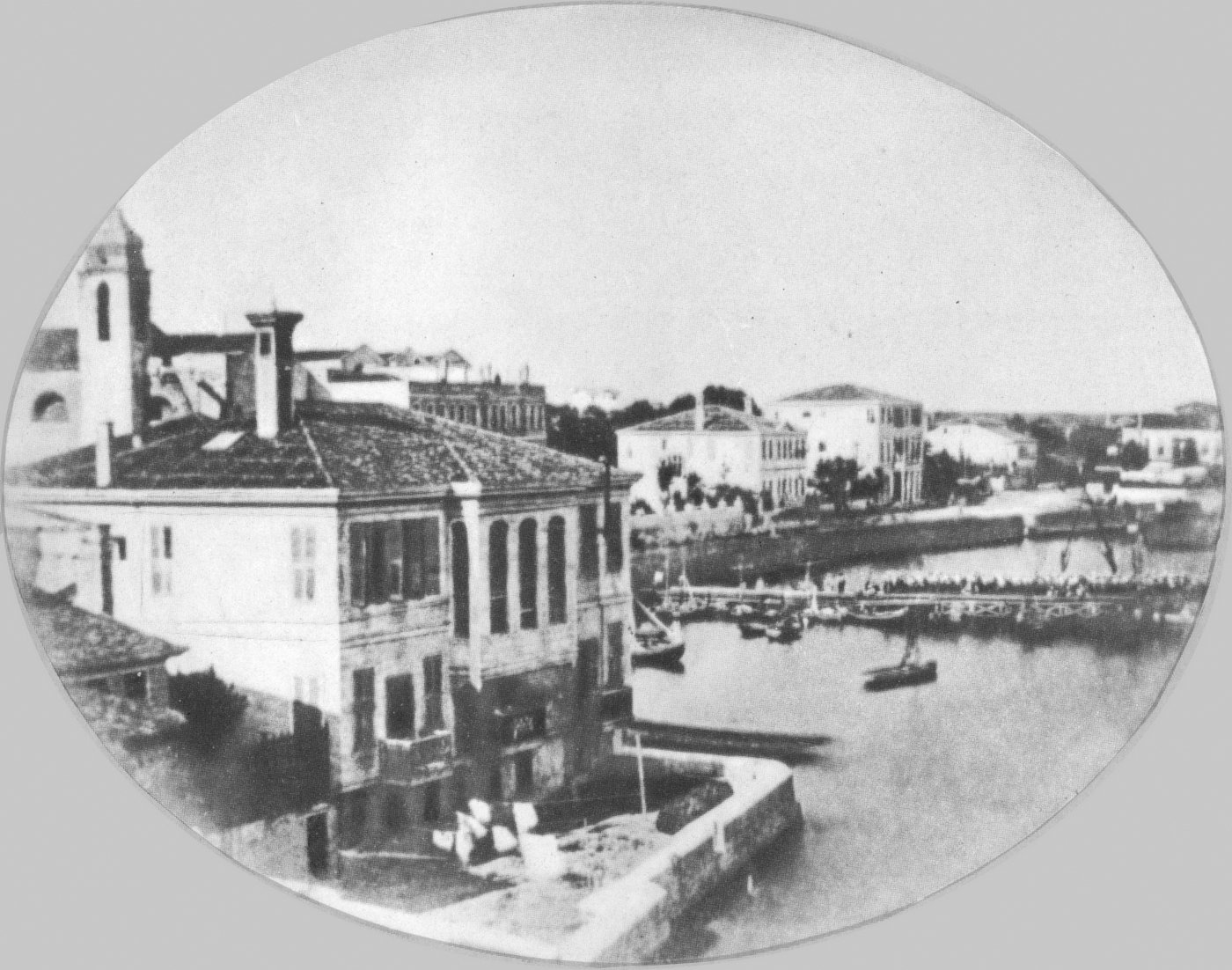
Gammalt fotografi från rysk-turkiska kriget.

Rysk-turkiska kriget (1877–1878) (ryska: Русско-турецкая война 1877—1878 гг.; turkiska: ’93 Harbi eller 1877–78 Osmanlı-Rus Savaşı) utkämpades mellan Kejsardömet Ryssland och Osmanska riket. Det grundades i den ryska avsikten att få tillträde till Medelhavet via Bosporen och Dardanellerna samt att bryta den osmanska överhögheten över de ortodoxt kristna slaviska folken (främst serber och bulgarer) på Balkan.
Under kriget gick västmakterna in på den osmanska sidan eftersom de inte ville att Ryssland skulle få större makt. Tillsammans lyckades de begränsa de ryska framgångarna men kriget resulterade i långvariga oroligheter på Balkan. Fred slöts slutligen i och med fördraget i San Stefano den 3 mars 1878, enligt vilket Osmanska riket erkände Rumäniens, Serbiens och Montenegros självständighet, samt Bulgariens autonomi.

## Konfliktens förhistoria

### Krimkriget 1853–1856
Ryssland förlorade Krimkriget och resultatet blev att Ryssland blev tvunget att förstöra sin flotta i Svarta havet och befästningarna runt Sevastopol. Osmanska rikets territorium garanterades dessutom av segermakterna Frankrike och Storbritannien. Rysslands enda allierade i Europa var Preussen som Ryssland stödde i krigen mot Danmark, Österrike och Frankrike. Preussens segrar och tacksamhet mot Ryssland gjorde det möjligt att återuppbygga flottan i Svarta havet, men Ryssland var fortfarande tvunget att anpassa sin politik mot Osmanska riket efter de europeiska stormakterna.

### Behandlingen av kristna på Balkan
Fredsfördraget i Paris som avslutade Krimkriget gav kristna samma rätt som muslimer i Osmanska riket. Bland annat avskaffades Jizya som var en skatt som icke-muslimer betalde för att få skydd och inte behöva göra militärtjänst. Däremot kom kristnas vittnesmål även i fortsättningen att inte ha någon betydelse i domstol, vilket ledde till att muslimers övergrepp mot kristna kunde pågå ostraffat.

### Libanonkrisen 1860
År 1858 gjorde maroniter i Libanon uppror mot sina feodalherrar och utropade en bonderepublik. Druserna i södra Libanon stödde feodalherrarna och konflikten ledde till ett inbördeskrig. Båda sidor drabbades, men 10 000 maroniter massakrerades. I Syrien ledde konflikten till att flera tusen kristna dödades, bland annat en amerikansk och en holländsk konsul. Under trycket av en europeisk intervention återställde Osmanska riket ordningen.

### Revolten på Kreta 1866–1869
Kretas befolknings önskan att få tillhöra Grekland istället för Osmanska riket ledde till en revolt där upprorsmännen tog kontroll över ön med undantag för fem städer där muslimer hade kontrollen. I grekisk press spreds uppgifter om massaker på kristna och grekiska frivilliga mobiliserade. Belägringen av klostret Arkadi där 150 grekiska män med 600 kvinnor och barn höll stånd mot 23 000 muslimer understödda av ottomansk trupp fick stor uppmärksamhet i Europa. När de belägrade gav upp på grund av att ammunitionen tog slut blev de dödade. Resultatet av upproret blev ökad medvetenhet om förtrycket av kristna i Osmanska riket.

### Situationen på Balkan
Situationen för de kristna hade inte förbättrats, trots genomförda reformer efter påtryckningar på det Osmanska riket av västmakterna. Resultatet blev istället att muslimer på Balkan blev upprörda och gjorde uppror. Osmanska riket började tappa kontrollen över Balkan, och Österrike utnyttjade det för att expandera. Serbien och Montenegro var autonoma områden inom Osmanska riket men var i praktiken självständiga. Serbiens furste Milan Obrenović ville införliva etniska serber som levde utanför Serbien, men ville inte riskera ett krig med Osmanska riket trots en stark opinion för. När kristna gjorde uppror i Hercegovina 1875 intervenerade Nikola I av Montenegro till stöd för de kristna, vilket även Milan Obrenović gjorde.

### Balkankrisen 1875–76
Från 1873 och framåt var Osmanska riket drabbat av torka och svält i Anatolien vilket ledde till misär och missnöje. Nödvändiga skatter gick inte att samla in och riket gick i bankrutt 1875. De höjda skatterna, som främst drabbade kristna, som följde på detta var orsaken bakom upproret i Bosnien och Hercegovina där trupper från Serbien och Montenegro anslöt på upprorsmännens sida. 

### Revolten i Bulgarien 1876
Valakiet och Moldau hade 1859 fått en gemensam furste och 1861 enats som under namnet Rumänien, trots Osmanska rikets protester. De behöll dock sin formella överhöghet över landet. Sedan furst Cusa 1866 avsatts genom en revolt valdes Karl av Hohenzollern-Sigmaringen till furstendömets regent, i förhoppning att det skulle närma landet de centraleuropeiska monarkierna och öka möjligheterna till stöd för självständighet. Från 1864 verkade Nikolaj Ignatiev som Rysslands sändebud i Konstantinopel. Han var en engagerad panslavist och verkade ivrigt för att stimulera slavisk nationalism gentemot det osmanska styret i området. 1870 lyckades han driva igenom bildandet den bulgarisk-ortodoxa kyrkans separation från den grekisk-ortodoxa. Efter Frankrikes nederlag i Fransk-tyska kriget förklarade Ryssland i oktober 1870 att de inte längre var bundna av bestämmelserna från Freden i Paris efter Krimkriget och dess förbud att hålla krigsskepp och befästningar vid Svarta havet.
Våren 1876 spred sig upproret i Bosnien och Hercegovina även in i Bulgarien, och de övergick snart även till att handla om religiös frihet vilket fördjupade stridigheterna.
Eftersom osmanska soldater var upptagna i Bosnien fick irreguljära soldater sättas in. Dessa var muslimer som bodde i Bulgarien, Bashi-bazouk. Dessa begick grymma övergrepp och gjorde liten skillnad på civila och stridande. Enligt amerikanska uppgifter dödades 15 000 personer.
Att Storbritannien beslutat skicka en flotta till området bidrog till osmanska rikets strävan att snabbt återställa ordningen. Missnöjet med det svaga styret var stort även bland osmanerna och i maj 1876 avsattes Abd ül-Aziz av ett ungturkiskt parti och Murad V insattes i stället. Han satt endast några månader innan även han avsattes genom en statskupp och ersattes av sin bror Abd ül-Hamid II. Även bakom denna statskupp stod Midhat Pascha. Övergreppen mot bulgarerna och panslavisk propaganda fick både Montenegro och Serbien att förklara krig mot Osmanska riket och man kom överens om att Herzegovina skulle tillfalla Montenegro och Bosnien Serbien ifall de båda staterna vann kriget. Nikola I av Montenegro förde sin del av kriget med framgång men Milan I av Serbien hade visat sig vara mycket oskicklig som militärbefälhavare och hade fått den ryske generalen Michail Tjernjajev till sitt stöd. Osmanska riket ryckte dock fram med en stark här under Abdulkerim Nadir Pasha och sesegrade i augusti 1876 serberna ett allvarligt nederlag i slaget vid Alexinatz efter hårt motstånd. Vägen låg nu öppet för Osmanska riket att rycka in i Serbien men de västeuropeiska staterna krävde en vapenvila och hot från Ryssland gjorde att osmanerna tvingades gå med på kravet. En fredkonferens inleddes i Konstantinopel, där västmakterna krävde att religiös och politisk likställighet för alla trosbekännelser skulle råda inom de tre upproriska landskapen, och införandet skulle övervakas av europeiska ombud. Under pågående konferens kungjorde dock Midhat Pascha 23 december införandet av en ny konstitution med införandet av ett parlament med två kamrar där alla regioner oavsett trosriktning skulle ha rätt att sända representanter, och att frågan därmed var avklarad. Stormakterna var dock tveksamma huruvida detta verkligen skulle komma att genomföras. I februari 1877 avsattes och landsförvisades Midhat Pascha. Han konstitution kom visserligen att träda i kraft, men kom i realiteten att få mycket liten betydelse. Fred kom att slutas med Serbien men utgångspunkt i gränserna före kriget. Detta kunde inte accepteras av Ryssland som 24 april 1877 inledde kriget mot Osmanska riket.

## Kriget

### Krigsförloppet
Rysslands landgräns mot Osmanska riket stängdes av Rumänien, som inte hade några önskemål om ett krig med osmanerna. De tvingades dock under ryska påtryckningar att tillåta Ryssland fritt genomtåg av landet. Det ledde till att de drogs in i stridigheterna och i maj 1877 förklarade Rumänien sig oberoende av Osmanska riket. En rysk här under befäl av storfurst Nikolaj hade en tid stått redo för krig och ryckte 24 april in i Rumänien och gick i juni utan svårighet över Donau in på osmanskt område. I början gick kriget utan problem och 13 juli kunde Iosif Gurko tränga fram till Balkan och besätta Sjipkapasset. Det visade sig dock att ryssarna hade underskattat sin motståndare. En osmansk armé under Osman Nuri pascha ryckte fram i ryssarnas rygg och lät ta en ställning vid Plevna där han kunde hota deras återtåg och befäste positionen. Ryssarna upptäckte snart sin belägenhet och gjorde flera blodiga stormningar av Plevna med understöd av bulgariska rebeller men förgäves. De ryska trupperna vid Schipka utsattes samtidigt för återkommande anfall, som dock inte genomfördes med samma strategiska skicklighet som försvaret av Plevna och de ryska trupperna klarade av att motstå anfallen. Kejsar Alexander lät nu kalla in Eduard Ivanovitj Totleben att leda anfallen mot Plevna, och denne övergav stormningsförsöken för att i stället belägra trupperna där. Det tog dock sin tid och först 10 december 1877, sedan Osman Nuri pascha gjort ett misslyckat försök att slå sig ut kapitulerade han med återstoden av sin armé. Då hade Totleben redan i mitten av oktober tvingat Omar Pascha att kapitulera och natten mellan 17 och 18 oktober stormades fästningen i Kars av Michail Loris-Melikov. Slutligen kunde den ryska armén fortsätta sin offensiv och efter att Michail Skobeljev vid Sjipkapasset i januari 1878 slagit de osmanska trupperna låg vägen öppen till Konstantinopel. Nu ingrep dock västmakterna som började frukta att Ryssland skulle öka sin makt alltför mycket.
I Storbritannien hade Benjamin Disraeli med största bekymmer följt de ryska framgångarna. Redan i början av kriget hade han låtit ryssarna veta att Konstantinopels, Egyptens och Suezkanalens integritet var brittiska livsintressen, och han hade mottagit lugnande försäkringar av den ryske utrikesministern furst Gortjakov. Efter Plevnas fall meddelade Storbritannien den ryska regeringen att även ett tillfällig besättande av Konstantinopel eller Dardanellerna genom ryska trupper skulle skada det goda förhållandet mellan de båda makterna. Ryssland lovade att inte besätta platserna såvida England inte landsatte trupper på Gallipoli eller sultanen sammandrog en större här där. När sedan sultanens bön om fredsbemedling anlände, bad drottning Viktoria tsaren per telegraf att genast bevilja ett vapenstillestånd. Då hon inte fick något bifallande svar fick den brittiska Medelhavsflottan befallning att åter bege sig till Dardanellerna och inta plats i Beşikviken.
Under tiden hade även direkta underhandlingar inletts mellan sultanen och det ryska huvudkvarteret. De ledde den 31 januari 1878 till att ett stillestånd slöts i Adrianopel. I detta samtyckte sultanen till att Serbien, Rumänien och Montenegro erhöll full oavhängighet och utvidgade gränser, att ett självständigt furstendöme Bulgarien bildades samt att de områdena som beboddes av kristna och förblev under turkisk överhöghet erhöll autonom förvaltning. För trupprörelserna bestämdes en demarkationslinje som ingendera sidans trupper hade rätt att överskrida under vapenvilan.
När dessa bestämmelser blev kända förklarade Disraeli i Petersburg att varje förändring i de politiska gränsförhållandena på Balkanhalvön var ogiltig utan bifall av de makter som undertecknat Parisfreden 1856. På samma gång begärde och erhöll han av det brittiska parlamentet 600 miljoner för att förstärka landets försvar. Men även Österrike började nu bli betänksamt. Utrikesministern Andrassy fruktade att Ryssland skulle grundlägga sitt herravälde på Balkanhalvön utan att lämna Österrike de tidigare utlovade kompensationerna. Även han begärde och fick rustningsanslag av parlamentet (60 miljoner gulden), och österrikiska trupper sammandrogs vid Karpaterna. Samtidigt föreslog Andrassy de övriga makterna att fredsbestämmelserna skulle föreläggas en konferens av stormakterna. Ryssland förklarade sig i princip inte ha något att invända mot detta; som plats för konferensen nämndes Berlin.

### Freden
En preliminärfred slöts i San Stefano 3 mars 1878. Den innebar att Rumänien och Serbien, som mot slutet av kriget åter brutit freden, erkändes som självständiga stater. Montenegro fick sitt oberoende bekräftat och sitt område utvidgat med en del av norra Albanien. Bulgarien förvandlades till ett furstendöme, som till namnet förblev lydpliktigt under sultanen men i praktiken en rysk vasallstat. Till Bulgarien kom att räknas områden befolkade även av andra än Bulgarer ända ned till Ohridsjön och ned till Egeiska havet där de erhöll staden Kavala. Rumänien, som egentligen inte önskat kriget erhöll området Dobrudzja där det inte bodde några rumäner och tvingades till Ryssland ge upp den då huvudsakligen rumänskbefolkade provinsen Bessarabien.
Denna fred kom att hota Storbritannien och Österrike-Ungerns intressen, och de krävde att freden skulle underställas en europeisk kongress. Ryssland vägrade först men sedan den Brittiska flottan samlats vid Konstantinopel och mobilisera indiska trupper på Malta, gav Ryssland till slut med sig. Kongressen i Berlin öppnades 13 juni 1878 med Otto von Bismarck som ordförande. Ryssland hade hoppats på tyskt stöd, men detta uteblev och Otto von Bismarck förklarade att "Balkanhalfön icke hade det värde för Tyskland, att en enda pommersk grenadier för dess skull behöfde vedervåga sina knotor". Fördraget i Berlin avslöts 13 juli och ändrade i mycket den tidigare freden. Området väster om Rodopibergen fick Osmanska riket behålla medan området mellan Rodopi och Balkan skulle bilda en turkisk provins med namnet Östrumelien styrd av en kristen guvernör som sultanen utsåg. Grekland, som tidigare av Storbritannien utlovats kuststräckan vid Egeiska havet som tillfallit Bulgarien erhöll nu bekräftelse på att de i stället skulle erhålla den. Genom olika undanflykter dröjde det dock till 1881 innan Grekland erhöll området. Övriga gränsområden lämnades huvudsakligen oförändrade. Dock bestämdes att förvaltningen av Bosnien och Hercegovina skulle anförtros åt Österrike-Ungern under fortsatt formell Osmansk överhöghet. Avsikten var att försöka skapa en motvikt mot det ryska inflytandet på Balkan.

### Internationella reaktioner på övergreppen
Information om övergreppen spreds till Europa. För Storbritannien var uppgifterna besvärande eftersom man stödde Osmanska riket. Charles Darwin, Oscar Wilde, Victor Hugo och Giuseppe Garibaldi gick alla ut och fördömde Osmanska rikets agerande. De kraftigaste fördömanden kom från Ryssland där upprördheten ledde till en ökande patriotism och enighet.

### I populärkulturen
Boris Akunins humoristiska detektivroman Turkisk gambit (1998) handlar om kriget på Balkan fram till fredsförhandlingarna vid San Stefano.